# Hans Stille
Hans Wilhelm Stille (né le 8 octobre 1876 à Hanovre et mort le 26 décembre 1966 dans la même ville) est un  géologue allemand travaillant principalement sur la tectonique et le classement des événements tectoniques au cours du Phanérozoïque.

## Biographie
Fils du fabricant de cartes à jouer Eduard Stille et de sa femme Meta, née Hanckes et frère du diplomate Wilhelm Stille, il passa son baccalauréat en 1895 au lycée Leibnitz de Hanovre et étudia la chimie à l'université de Hanovre, puis continua en licence de géologie à l'université de Göttingen. Son directeur de thèse fut Adolf von Koenen (de) (1837–1915), qui l'initia à la datation précise des fossiles. Stille s'appuya sur ces connaissances pour se consacrer à la datation des roches formant les strates géologiques. Sa thèse de doctorat porte sur la forêt de Teutoburg (1898).
Il travailla d'abord comme cartographe à Berlin à l'Institut de géologie régionale de Prusse. En tant qu'élève de Koenen, il fut à même, par la précision de ses cartes géologiques, de dégager les processus globaux de complexes géologiques anciens, se taillant par là une réputation d'expert. Il passa sa thèse d'habilitation en 1904 et accepta en 1908 l'offre de reprendre la chaire de Géologie et de Minéralogie de l'Institut Technique de Hanovre. En 1912, il rejoignait pour peu de temps l'université de Leipzig, appelé l'année suivante à devenir professeur titulaire de Géologie et de Paléontologie à l'université de Göttingen. Enfin, il obtint en 1932 la chaire de géologie de l'université de Berlin et fut élu à l'Académie royale des sciences de Prusse en 1933. À Berlin-Est, il crée en 1946 l'Institut de Géotectonique et se pose en pionnier de la tectonique de surface. Élevé au rang de professeur émérite en 1950, il retourne à Hanovre, conservant toutefois un rôle de conseiller à son Institut de Géotectonique.

## Découvertes
Il découvrit en 1910-12 la tectonique saxo-jurassique de Basse-Saxe, caractérisée par une compétition entre compression et cisaillement des massifs. Partisan de la théorie de la contraction thermique terrestre, il enrichit cette hypothèse en montrant que, par suite du ralentissement de la contraction, la croûte terrestre doit connaître aussi des phases d'expansion locales. Il expliquait la formation de plaques par la flexion des géosynclinaux contre des terrasses continentales plus rigides. Il découvrit que le pli de la Forêt de Teutoburg se ramifiait depuis le Mésozoïque, ce qui lui permit de dater l'orogenèse varisque.
Il mit en évidence les variations de frontière alcalino-acide dans le magma plutonique selon la phase de croissance orogénétique ; ainsi que les intrusions de halite (Salzfluss) dans divers dômes de sel de la plaine d'Allemagne du nord, auxquels il opposa les coulées de lave volcanique.
Toutes ces découvertes concouraient à montrer que toutes les orogenèses passent par une succession de phases caractéristique.

## Théorie des cycles de Stille
La description que Stille a faite de l'histoire géologique de l'Europe, alternance répétée d'épisodes tectoniques et magmatiques, a donné naissance ce que l'on appelle la théorie des cycles de Stille (de). Ces épisodes tectoniques successifs : plissement géosynclinal, orogènes, épisode quasi-cratonique et épisode cratonique, se caractérisent ainsi : au cours de la phase géosynclinale, un océan prend naissance et le volcanisme basaltique domine ; dans la phase d'orogenèse, une montagne se dresse et, par interaction avec des couches de plus en plus épaisses, produit un « volcanisme rocheux » ou « intermédiaire » ; au cours de la phase quasi-cratonique, le magma est contenu dans la croûte terrestre et cesse d'atteindre à la surface, ne produisant plus que des intrusions ; finalement, dans la phase cratonique, le volcanisme cesse complètement, ou ne se manifeste plus que par des éruptions sporadiques.
Les noms de ces phases sont toujours utilisés pour décrire le processus d’orogenèse, les cratons et zones de rift étendues (géosynclinaux). Hans Stille pensait pouvoir reconnaître ces successions de quatre épisodes dans l'histoire géologique de l'Europe : la formation de Baltica au Précambrien, l’orogenèse calédonienne de la Paléo-Europe au paléozoïque ancien, la formation du massif hercyninen, celle de la Méso-Europe au paléozoïque récent et finalement la surrection alpine au Quaternaire.

## Rival d'Alfred Wegener
La théorie aujourd'hui universellement acceptée de la dérive des continents d'Alfred Wegener fut longtemps contestée et sombra même dans un éphémère oubli à la mort de Wegener. En Allemagne même, cette théorie fut vivement combattue par Hans Stille, Hans Cloos (de) et leur influents disciples. Jusqu'à sa disparition en 1966, Hans Stille demeura un opposant acharné de la dérive des continents, même lorsque la théorie de la tectonique des plaques commença à s'imposer internationalement ; toutefois, l'âge venant, Stille relativisa sa préférence pour la théorie de la contraction thermique comme moteur des évolutions du relief, se consacrant désormais plutôt à une synthèse des mécanismes de l'isostasie.

## Prix et distinctions
La médaille Hans-Stille (de), décernée annuellement par la Société allemande de géologie, est nommée en son honneur.
La stilléite (ZnSe) et la dorsa Stille (de) sur la Lune portent aussi son nom.